# Museo gregoriano egizio

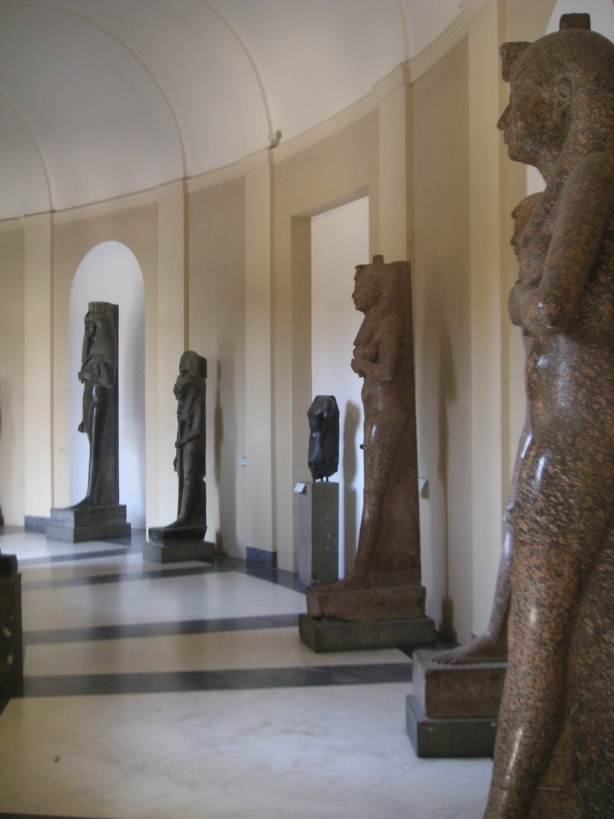
Statue monumentali di divinità e faraoni egiziani (sala V)

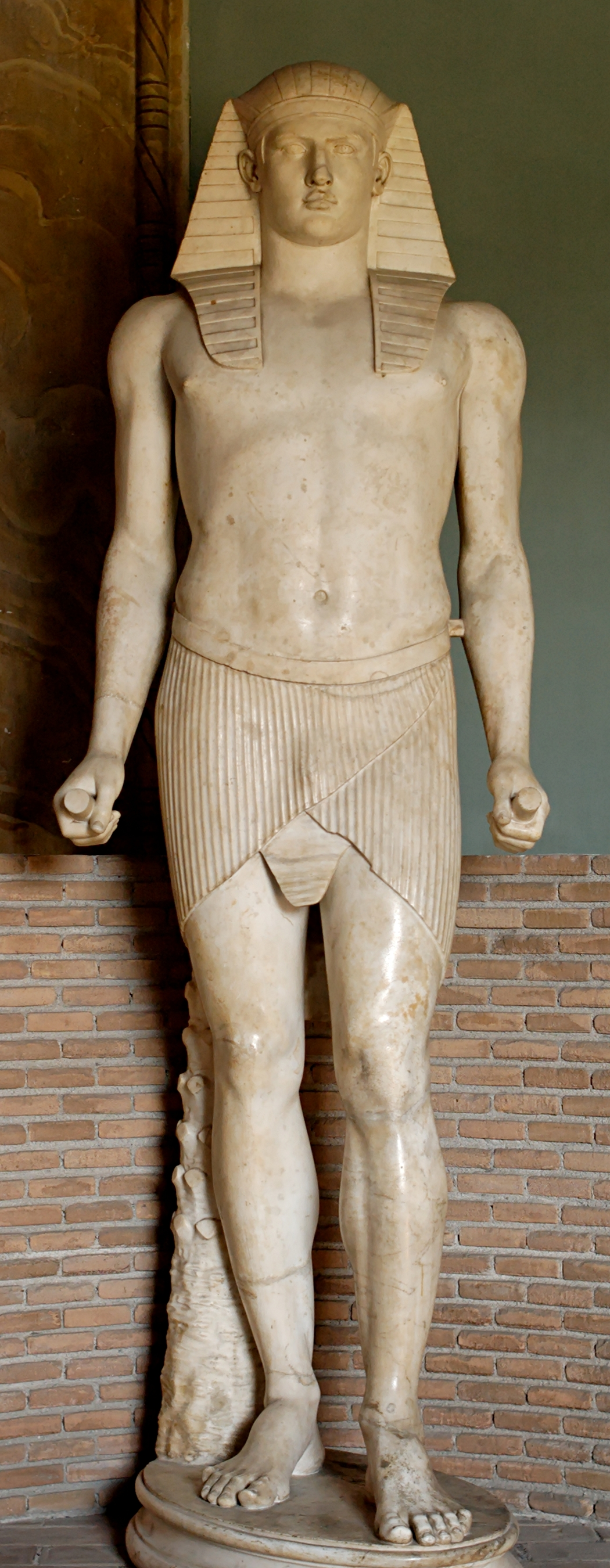
Statua di Antinoo divinizzato proveniente dalla Villa Adriana a Tivoli.

Il Museo gregoriano egizio fa parte dei Musei Vaticani. 

## Descrizione
Fondato da papa Gregorio XVI nel 1839, il museo ospita una vasta collezione di reperti dell'antico Egitto. Il materiale esposto comprende papiri, mummie, iscrizioni geroglifiche, il famoso Libro dei morti e la Collezione Grassi.
La maggior parte del materiale proveniente dalla Villa d'Adriano, a Tivoli, ed è disposto su 9 sale, di cui le ultime due ospitano opere della Mesopotamia antica e dell'Assiria.

## Le sale
- Sala I - Vi si trovano collezioni di oggetti e monumenti (stele, statue, oggetti diversi) con iscrizioni datate dall'Antico Regno all'epoca cristiana.
- Sala II - Sono esposti oggetti del culto funerario dell'antico Egitto.
- Sala III - Vi è ricostruita parte della decorazione del Serapeum della Villa Adriana di Tivoli.
- Sala IV - La sala raccoglie copie di statue e bassorilievi ad imitazione di originali egizi, ma scolpiti in Italia in epoca imperiale romana per decorare templi o luoghi sacri a Roma e dintorni.
- Sala V (Emiciclo) - Esposizione delle statue egiziane trovate a Roma e dintorni (come i colossi di Tolomeo II e Arsinoe II). Nella terrazza dell'Emiciclo sono esposte statue e sarcofagi.
- Sala VI - Sono esposte le collezioni di bronzi egizi, risalenti al X-IV secolo a.C., appartenute a Carlo Grassi e donate a Pio XII da Nedda Grassi.
- Sala VII - È interamente dedicata ad Alessandria d'Egitto e a Palmira in Siria, con oggetti di epoca ellenistico-romana (IV secolo a.C. - II secolo d.C.).
- Sala VIII - La Sala è dedicata a reperti (vasellame, armi, lame di selce, oggetti personali) provenienti dalla Mesopotamia e dalla Siria-Palestina pre-classica (III-I millennio a.C.).
- Sala IX - È suddivisa in quattro sezioni, ciascuna dedicata ai rilievi che decoravano il palazzo di un sovrano assiro.